# Centralny Urząd Gospodarki Torfowej
Centralny Urząd Gospodarki Torfowej – naczelny organ administracji rządowej istniejący w latach 1953–1956, powołany do zapewnienia prawidłowej eksploatacji złoża torfowego i racjonalnego wykorzystanie potorfia.

## Powołanie urzędu
Na podstawie dekretu z 1953 r. o eksploatacji złóż torfowych ustanowiono Centralny Urząd Gospodarki Torfowej podległy Prezesowi Rady Ministrów.

## Zakres działania urzędu
Do zakresu działania Centralnego Urzędu należało:
- opracowywanie narodowych wieloletnich i zbiorczych rocznych planów prac poszukiwawczo-badawczych dla celów przemysłowych i planów eksploatacji złóż torfowych,
- opiniowanie resortowych rocznych planów eksploatacji złóż torfowych,
- inicjowanie prac poszukiwawczo-badawczych złóż torfowych,
- koordynowanie planów działalności jednostek gospodarki uspołecznionej w zakresie prac poszukiwawczo-badawczych i w zakresie eksploatacji złóż torfowych,
- kontrolowanie prac poszukiwawczo-badawczych i eksploatacyjnych złóż torfowych czuwanie nad przestrzeganiem zasad prawidłowego gospodarowania tymi złożami,
- opracowanie szczegółowych wytycznych dla prawidłowego gospodarowania złożami torfowymi,
- prowadzenie ewidencji sprzętu torfowego,
- ustalenie wytycznych co do udzielania zezwoleń na eksploatację złóż torfowych,
- opracowywanie wytycznych dla szkolenia kadr fachowych,
- opracowywanie metod obliczenia zasobów złóż torfowych,
- prowadzenie ewidencji zasobów torfowych, gromadzenie i zatwierdzenie dokumentacji złóż oraz ich paszportyzacja.

## Zniesienie urzędu
Na podstawie ustawy z 1956 r. o zniesieniu i zmianach podporządkowania niektórych urzędów centralnych zlikwidowano Centralny Urząd Gospodarki Torfowej.